# Mahón (queijo)
O queijo Maó (formatge de Maó no original catalão, queso de Mahón em espanhol) é um queijo branco macio a duro feito de leite de vaca, cujo nome vem da cidade e do porto natural de Maó (conhecida como Mahón em espanhol), na ilha de Menorca, na costa mediterrânea da Espanha. Menorca é conhecida por sua produção de queijo e abriga uma das mais respeitadas fábricas de laticínios da Europa.
O queijo é e tem sido um produto emblemático de Menorca; fabricado na ilha com leite de vaca, coalhado a baixa temperatura, salgado por imersão e maturado de acordo com os costumes da ilha. Sua produção remonta à tradições ancestrais, sendo um dos pilares em que se baseia parte da história e da tradição pecuária e culinária de Menorca. Foram encontradas peças de cerâmica na ilha por volta de 2000 a.C., ou, segundo outros autores, 3000 a.C., que parecem ter sido parte dos utensílios usados pelos agricultores da época para fazer queijo.
Existem documentos escritos do século V que mencionam a produção e o consumo de queijo em Menorca, dentre os quais há uma carta do Bispo Sever, escrita por volta do ano 417, na qual ele menciona em latim que os Menorcanos comiam leite e queijo de vaca.
Em 1985, a Denominação de Origem ("Denominación de origen") "Queijo Maó" foi obtida e seu Conselho Regulador foi criado. Em 1997, o nome protegido foi alterado para "Queijo Maó-Menorca".

## Produção
Há quase um século, diz-se que os colhedores-abatedores surgiram como uma classe da sociedade insular em Menorca. Seu trabalho consistia em comercializar e distribuir produtos agrícolas, sementes, utensílios e alimentos. Em troca, eles recebiam queijos frescos que os fazendeiros levavam para suas casas. Para armazená-los, os recogedores tinham cavernas para o envelhecimento cuidadoso e inovador dos queijos. Eles controlavam tudo na produção, desde a mudança dos ventos e do nível de temperatura até o manuseio correto do produto. Dessa forma, obtinham o queijo original de Mahón, macio, arejado ou curado, que depois vendiam em diversos mercados das ilhas e da península. Suas técnicas cuidadosas tornaram o queijo Mahón famoso e ajudaram a torná-lo um produto de exportação muito procurado.
O gado de Menorca é criado com habilidade e tem uma das maiores produções de leite da Espanha. Todo o leite das cerca de 600 fazendas é destinado a produtos lácteos.
Em 1985, o queijo de Maó recebeu a Denominación de Origen.

## Características

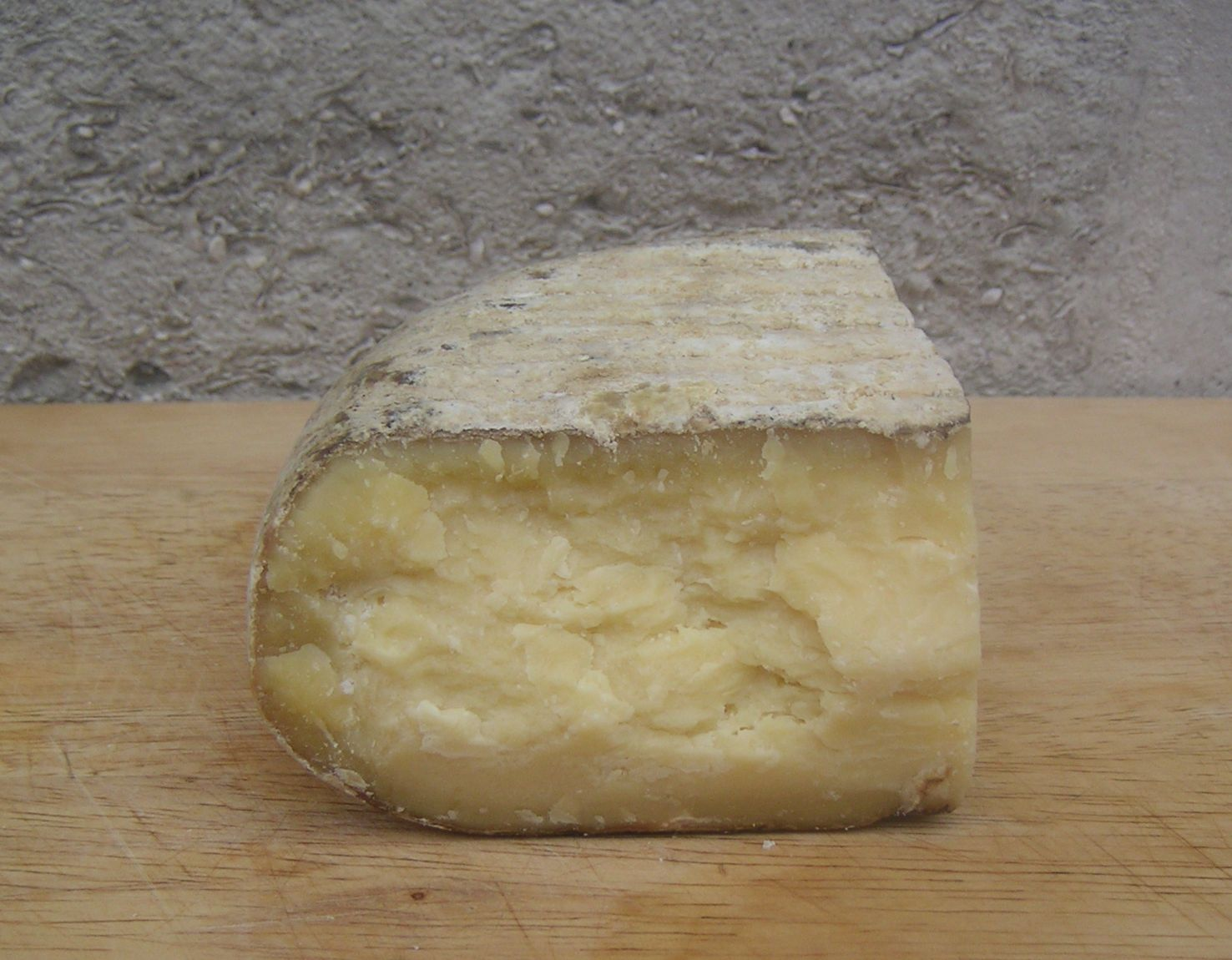
Queijo envelhecido.

O Mahón tem algumas características específicas, apesar do envelhecimento. Em geral, o queijo tem sabor amanteigado, ligeiramente salgado e levemente aromático (aromas doces e de nozes). 
O sabor doce e frutado do Mahón, mas às vezes levemente salgado, deve-se em parte ao conteúdo de sal marinho nas gramíneas que as vacas comem. A casca geralmente tem uma cor alaranjada devido ao fato de ser esfregada com manteiga ou óleo e páprica. Quando atinge a maturidade (cerca de 10 meses), tende a apresentar pequenos orifícios deformados e alguma granularidade. Em geral, todo Mahón envelhecido tem uma proliferação de pequenos furos.

### Maó jovem (artesà)
O Maó artesà ou Mahón artesano (catalão e espanhol para "Maó artesanal", respectivamente) é jovem, com idade não superior a três meses, e mais macio do que o Maó tradicional. É importante manter o maó jovem no compartimento de vegetais de uma geladeira ou refrigerador. Ele deve ser armazenado em uma embalagem plástica hermética para preservar sua maciez.

### Maó envelhecido
O Maó mais duro e envelhecido deve ser embrulhado em papel-alumínio ou papel-manteiga.

## Usos
- O Maó é considerado um dos queijos mais versáteis da gastronomia espanhola.
- Sua textura cremosa sugere que seja servido sobre pratos de massa, batata, arroz e/ou vegetais.
- A maneira tradicional de comer Maó consistia no queijo fatiado, polvilhado com azeite de oliva, pimenta-do-reino e estragão.
- A maior parte da produção desse queijo é usada para fazer queijo processado (queso fundido, que não deve ser confundido com o prato de queijo de mesmo nome).[5]